# Max Euwe Schaaktoernooi
Het Max Euwe Schaaktoernooi (ookwel Max Euwe Memorial 2011) was een eenmalig schaaktoernooi dat werd gehouden van 13 november t/m 20 november 2011 in Amsterdam. Het toernooi bestond uit twee vierkamptoernooien. De locatie was de Openbare Bibliotheek (Oosterdokskade 143). Het toernooi is vernoemd naar Max Euwe.

## Achtergrond
Het toernooi werd georganiseerd ter nagedachtenis van Max Euwe, die op 26 november 1981 overleed.
Het toernooi bestond uit twee vierkampen. Dat concept werd eerder gebruikt bij het VSB-toernooi, dat in het buitenland ook de naam Max Euwe Memorial droeg.
Buiten het toernooi om werden nog andere activiteiten georganiseerd, zoals een simultaansessie met Jan Timman, een lezing van Hans Ree, een lezing over kunstmatige intelligentie en een slotfeest dat werd gehouden in kunstenaarssociëiteit De Kring.

## Uitslagen en kruistabellen[1]

### Groep 1
| # | Naam                 | Elo  | 1a | 1b | 2a | 2b | 3a | 3b | 4a | 4b | Score | TPR  |
| - | -------------------- | ---- | -- | -- | -- | -- | -- | -- | -- | -- | ----- | ---- |
| 1 | Zhaoqin Peng         | 2379 | -- | -- | ½  | ½  | 1  | 0  | ½  | 1  | 3½    | 2536 |
| 2 | Pia Cramling         | 2495 | ½  | ½  | -- | -- | ½  | ½  | 1  | 0  | 3     | 2440 |
| 3 | Friðrik Ólafsson     | 2428 | 0  | 1  | ½  | ½  | -- | -- | ½  | ½  | 3     | 2462 |
| 4 | Paul van der Sterren | 2514 | ½  | 0  | 0  | 1  | ½  | ½  | -- | -- | 2½    | 2377 |

### Groep 2
| #  | Naam                    | Elo  | 1a | 1b | 2a | 2b | 3a | 3b | 4a | 4b | Score | TPR  |
| -- | ----------------------- | ---- | -- | -- | -- | -- | -- | -- | -- | -- | ----- | ---- |
| 1. | Robin van Kampen        | 2558 | *  | *  | ½  | 1  | ½  | 1  | 1  | ½  | 4½    | 2674 |
| 2. | Monika Socko            | 2479 | ½  | 0  | *  | *  | 1  | 1  | 1  | ½  | 4     | 2632 |
| 3. | Stuart Conquest         | 2521 | ½  | 0  | 0  | 0  | *  | *  | ½  | 1  | 2     | 2368 |
| 4. | Ketevan Arakhamia-Grant | 2443 | 0  | ½  | 0  | ½  | ½  | 0  | *  | *  | 1½    | 2326 |